# Ophthalmopsylla volgensis
Ophthalmopsylla volgensis är en loppart som först beskrevs av Wagner et Ioff 1926.  Ophthalmopsylla volgensis ingår i släktet Ophthalmopsylla och familjen smågnagarloppor.

## Underarter
Arten delas in i följande underarter:
- O. v. volgensis
- O. v. arnoldi
- O. v. balikunensis
- O. v. fascicula
- O. v. impersia
- O. v. intermedia
- O. v. kirgisiensis
- O. v. montana
- O. v. palestinica
- O. v. transcaspica
- O. v. tuoliensis
- O. v. wuqiaensis